# ECHL
La ECHL (in origine East Coast Hockey League) è una lega professionistica di hockey su ghiaccio di medio livello fondata nel 1988 e con sede a Princeton, nel New Jersey. Per importanza è posta al di sotto della American Hockey League e conta ventotto franchigie, tutte situate negli Stati Uniti tranne una in Canada. Nata prevalentemente nella costa orientale degli Stati Uniti col passare degli anni la ECHL si espanse in tutti gli Stati Uniti e diventando la terza lega professionistica nordamericana.
Solo quattro delle trenta franchigie della National Hockey League non hanno stretto un accordo di affiliazione con una formazione della ECHL: Florida, New Jersey, St. Louis e Columbus Blue Jackets, tuttavia queste squadre sono solite prestare alcuni loro giocatori a squadre della ECHL per dare loro maggiore spazio. La stagione regolare va da ottobre fino ad aprile, e i detentori della Kelly Cup sono gli Allen Americans.

## Storia
La lega, nota inizialmente come East Coast Hockey League, venne fondata nel 1988 con cinque squadre sopravvissute allo scioglimento della Atlantic Coast Hockey League e della All-American Hockey League. Dopo sole cinque stagioni il campionato si era allargato a una grande fetta degli Stati Uniti orientali passando nel giro di cinque stagioni da 5 a 19 franchigie partecipanti.
Nel 2003 la West Coast Hockey League cessò le proprie attività, e i proprietari delle squadre della ECHL dopo essersi riuniti accettarono la proposta di unirsi alla lega da parte di diverse formazioni della WCHL: Anchorage, Bakersfield, Fresno, Idaho, Las Vegas, Long Beach e San Diego. Queste squadre iniziarono a giocare a partire dalla stagione 2003–04 portando il numero di iscritte al massimo storico di 31. Con l'improvvisa espansione della lega verso la West Coast nel maggio del 2003 la dirigenza della lega scelse di cambiare il proprio nome accorciando "East Coast Hockey League" nell'acronimo "ECHL".
Con il passare delle stagioni diminuì progressivamente il numero delle squadre iscritte arrivando nel 2010 sotto quota 20, il minimo storico dalla stagione 1994-1995. Quello stesso anno nella riunione annuale dei proprietari della ECHL venne approvata una riorganizzazione della Conference e delle Division della lega su base territoriale, trasformando l'American e la National Conference rispettivamente nella Eastern e nella Western Conference. La ECHL tornò a crescere come numero di partecipanti grazie alla creazione di nuove franchigie ma anche accettando alcune squadre provenienti dalla concorrente Central Hockey League.
Il 7 ottobre 2014, pochi giorni prima dell'inizio della stagione regolare, la ECHL annunciò l'ingresso di tutte e sette le squadre rimaste nella Central Hockey League a partire dalla stagione 2014-15: Allen, Brampton, Quad City, Missouri, Rapid City, Tulsa e Wichita arrivando così a quota 28 iscritte. Un anno più tardi l'American Hockey League sbarcò per la prima volta in California costringendo tre franchigie ECHL a trasferirsi in altre città.

### Rapporto con la NHL
La ECHL e la AHL sono le uniche leghe professionistiche riconosciute nel contratto collettivo fra la National Hockey League e l'associazione dei giocatori, la NHL Players' Association; in questo modo tutti i giocatori che firmano un primo contratto di tipo NHL e che vengono assegnati a una lega minore possono andare solo in ECHL o in AHL. Oltre a ciò i giocatori della lega sono rappresentati dal sindacato di categoria, la Professional Hockey Players' Association, nelle negoziazioni con la ECHL stessa. Sono 584 i giocatori della ECHL ad aver militato nella NHL.

## Squadre
| Division           | Squadra                  | Città                | Arena                              | In ECHL dal        | Affiliata AHL (NHL)          |
| Eastern Conference | Eastern Conference       | Eastern Conference   | Eastern Conference                 | Eastern Conference | Eastern Conference           |
| ------------------ | ------------------------ | -------------------- | ---------------------------------- | ------------------ | ---------------------------- |
| North              | Adirondack Thunder       | Glens Falls, NY      | Glens Falls Civic Center           | 2015-2016          | Stockton Heat (CGY)          |
| North              | Brampton Beast           | Brampton, ON         | Powerade Centre                    | 2014-2015          | St. John's IceCaps (MTL)     |
| North              | Elmira Jackals           | Elmira, NY           | First Arena                        | 2007-2008          | Rochester Americans (BUF)    |
| North              | Manchester Monarchs      | Manchester, NH       | Verizon Wireless Arena             | 2015-2016          | Ontario Reign (LAK)          |
| North              | Reading Royals           | Reading, PA          | Santander Arena                    | 2001-2002          | Lehigh Valley Phantoms (PHI) |
| North              | Wheeling Nailers         | Wheeling, WV         | WesBanco Arena                     | 1996-1997          | WBS Penguins (PIT)           |
| South              | Atlanta Gladiators       | Duluth, GA           | Infinite Energy Arena              | 2003-2004          | Providence Bruins (BOS)      |
| South              | Cincinnati Cyclones      | Cincinnati, OH       | US Bank Arena                      | 1990-1991          | Milwaukee Admirals (NSH)     |
| South              | Florida Everblades       | Estero, FL           | Germain Arena                      | 1998-1999          | Charlotte Checkers (CAR)     |
| South              | G. Swamp Rabbits         | Greenville, SC       | Bon Secours Wellness Arena         | 2010-2011          | Hartford Wolf Pack (NYR)     |
| South              | Norfolk Admirals         | Norfolk, VA          | Norfolk Scope                      | 2015-2016          | Bakersfield Condors (EDM)    |
| South              | Orlando Solar Bears      | Orlando, FL          | Amway Center                       | 2012-2013          | Toronto Marlies (TOR)        |
| South              | South Carolina Stingrays | North Charleston, SC | North Charleston Coliseum          | 1993-1994          | Hershey Bears (WSH)          |
| Western Conference |                          |                      |                                    |                    |                              |
| Central            | Fort Wayne Komets        | Fort Wayne, IN       | Allen County War Memorial Coliseum | 2012-2013          |                              |
| Central            | Indy Fuel                | Indianapolis, IN     | Indiana Farmers Coliseum           | 2014-2015          | Rockford IceHogs (CHI)       |
| Central            | Kalamazoo Wings          | Kalamazoo, MI        | Wings Stadium                      | 2009-2010          | Syracuse Crunch (TBL)        |
| Central            | Quad City Mallards       | Moline, IL           | iWireless Center                   | 2014-2015          | Iowa Wild (MIN)              |
| Central            | Toledo Walleye           | Toledo, OH           | Huntington Center                  | 2009-2010          | G. Rapids Griffins (DET)     |
| Central            | Tulsa Oilers             | Tulsa, OK            | BOK Center                         | 2014-2015          | Manitoba Moose (WPG)         |
| Central            | Wichita Thunder          | Wichita, KS          | Intrust Bank Arena                 | 2014-2015          | Binghamton Sen.s (OTT)       |
| Mountain           | Alaska Aces              | Anchorage, AK        | Sullivan Arena                     | 2003-2004          | Utica Comets (VAN)           |
| Mountain           | Allen Americans          | Allen, TX            | Allen Event Center                 | 2014-2015          | San Jose Barracuda (SJS)     |
| Mountain           | Colorado Eagles          | Loveland, CO         | Budweiser Events Center            | 2011-2012          | S. Antonio Rampage (COL)     |
| Mountain           | Idaho Steelheads         | Boise, ID            | CenturyLink Arena                  | 2003-2004          | Texas Stars (DAL)            |
| Mountain           | Missouri Mavericks       | Independence, MO     | Silverstein Eye Centers Arena      | 2014-2015          | Bridgeport S. Tigers (NYI)   |
| Mountain           | Rapid City Rush          | Rapid City, SD       | Rushmore Plaza Civic Center        | 2014-2015          | Tucson Roadrunners (ARI)     |
| Mountain           | Utah Grizzlies           | West Valley City, UT | Maverik Center                     | 2005-2006          | San Diego Gulls (ANA)        |

## Premi e trofei
Questo è un elenco dei premi di squadra e individuali assegnati dalla ECHL, in parentesi è indicato l'anno di istituzione del trofeo:

### Premi di squadra
- Kelly Cup - Campioni dei playoff (1988-89)
- E. A. "Bud" Gingher Memorial Trophy - Campioni dei playoff nella Eastern Conference (1997-98)
- Bruce Taylor Trophy - Campioni dei playoff nella Western Conference (1997-98)
- Henry Brabham Cup - Campioni della stagione regolare (1988-89)

### Premi individuali
- CCM Most Valuable Player - MVP della lega (1988-89)
- Kelly Cup Playoffs Most Valuable Player - MVP dei playoff (1988-89)
- ECHL Goaltender of the Year - Miglior portiere (1993-94)
- ECHL Defenseman of the Year - Difensore dell'anno (1988-89)
- ECHL Rookie of the Year - Rookie dell'anno (1988-89)
- ECHL Leading Scorer Award - Miglior marcatore (1988-89)
- ECHL Plus Performer Award - Maggior plus/minus dell'anno (1999-2000)
- ECHL Sportsmanship Award - Premio per la sportività (1996-67)
- John Brophy Award - Allenatore dell'anno (1988-89)